# Xiu Xiu (film)
Xiu Xiu (chiń. 天浴; pinyin Tiān Yù) – chiński film dramatyczny z 1998 roku w reżyserii Joan Chen (jest to jednocześnie jej reżyserski debiut). Scenariusz oparto na powieści Yan Geling.
Film nakręcony został bez uzyskania wymaganych pozwoleń od chińskich władz. Został objęty przez cenzurę zakazem dystrybucji, a na Joan Chen nałożono zakaz pracy w charakterze reżysera.
Film był nominowany do Złotego Niedźwiedzia na 48. Berlinale.

## Fabuła
Źródło: Filmweb
Rok 1975, rewolucja kulturalna. 16-letnia dziewczyna Wen Xiu, zwana przez innych zabawnie Xiu Xiu, zostaje wysłana w odległy kraniec Chin, na stepy w prowincji Syczuan,  do pomocy w wypasaniu i hodowli koni. Xiu Xiu przeżywa rozstanie z rodziną, a brutalna rzeczywistość boleśnie ją doświadcza. Dziewczyna wciąż jednak marzy o powrocie do domu i usiłuje nawet uciec z Syczuanu, oferując różnym ludziom swoje ciało w zamian za obietnicę pomocy w powrocie do rodziny. Dziewczyna prostytuuje się, wierząc w dobre intencje różnych urzędników, jednak ci tylko ją wykorzystują.

## Obsada
Źródło: The Internet Movie Database
- Li Xiaolu – Wen Xiu (Xiu Xiu)
- Lopsang – Lao Jin
- Zheng Qian – Li Chuanbei
- Gao Jie – matka
- Li Qianqian – siostra
- Lü Yue – ojciec